# Astragalus hispidulus
Astragalus hispidulus är en ärtväxtart som beskrevs av Dc. Astragalus hispidulus ingår i släktet vedlar, och familjen ärtväxter. Inga underarter finns listade i Catalogue of Life.